# Synagoga w Asmarze
Synagoga w Asmarze (hebr. בית הכנסת של אסמרה, arb. معبد أسمرا) – to jedyna obecnie funkcjonująca synagoga gminy żydowskiej w Erytrei, znajdująca się w Asmarze, przy ulicy Haile Mariam Mammo.
Synagoga została zbudowana w 1906 roku. W synagodze oprócz głównej sali modlitewnej, znajduje się również klasa szkółki religijnej, a obok budynku znajduje się mały cmentarz żydowski. 
Obecnie (2006) synagoga znajduje się pod opieką Samuela Cohena, który pozostał w kraju aby opiekować się pozostawionym dobytkiem. On i jego rodzina są obecnie ostatnimi mieszkającymi w Erytrei Żydami.